# Antenne A
 (octobre 2012).
Antenne A est la première chaîne de télévision privée en République démocratique du Congo.
La chaîne a été créée et mise en service en 1991.

## Histoire
Créée en 1991, Antenne A est la première chaîne de télévision privée à caractère politique généraliste et commerciale en République Démocratique du Congo.
Le 13 juin 1991, la chaîne est reconnue par la signature de l’acte constitutif de «Antenne A» société privée à responsabilité limitée avec pour objet social  l'implantation d’émetteurs de télévision destinés à diffuser des programmes récréatifs pour enfants et adultes entrecoupés de spots publicitaires et annonces .
Le 14 avril 1993, Antenne A diffuse des émissions en clair.
Le 24 avril 1993, Antenne A lance la première publicité du jeu télévisé loto.
En avril 1996, Antenne A transfère son Siège Social au 2e étage de l’immeuble CCCE, situé au 3, avenue des cataractes.
En mai 1997, Antenne A installe l’émetteur VHF 500 W.
Le 30 mai 2002, l’installation de la Liaison Faisceau Hertziens du Complexe BRALIMA au centre d’émission TV à BINZA IPN au CETV / BINZA –IPN.
Le 21 juin 2002, l’installation de l’émetteur VHF 1,3 KVA.
Le 22 septembre 2002 :
- Antenne A transfère la domiciliation de son siège social à l’immeuble AFRIQUE-EDITIONS, situé au 51, avenue du livre.
- Transfert du Faisceau du Complexe sur l’Immeuble AFRIQUE-EDITIONS .

## Positions
Antenne A disposait de deux stations de diffusions à MBUJI-MAYI dans la province du Kasaï-Oriental et TSHIKAPA dans la province du Kasaï-Occidental. Elles ont dû fermer à cause de l’insécurité.[réf. souhaitée]
Antenne A est la première chaîne de télévision privée en République Démocratique du Congo, suivie de Raga TV.

## Diffusion
Depuis sa création en 1991, Antenne A exploite l'ancien réseau d'émetteurs VHF et l'UHF exploitée par toutes les autres chaînes nationales. Ainsi, depuis le milieu des années 1980, 89% des foyers reçoivent ses programmes en clair. 
Depuis le 11 décembre 2013, Antenne A diffuse par satellite sur les bouquets Canal+, le câble et l'xDSL.
Depuis 2015, diffuse par le réseau TNT, un décodeur TNT installé avec une antenne UHF ou VHF 